# Nordstrandbahn
| Streckenlänge: | ca. 3,5 km          |                                            |                                            |
| Spurweite: | 900 mm (Schmalspur) |                                            |                                            |
| |                     |                                            |                                            |
| ORM-Karte\| \| \| Ostlandbahn \| zum BW Barbaraweg bis 1958 \| \| \| 0,00 \| Borkum \| Borkum \| \| \| \| zur Reede \| \| \| \| \| Post Streckenende 1969–1975 \| \| \| \| \| von der Reede \| \| \| \| \| Baustelle südliche Strandmauer \| \| \| \| \| Promenade \| \| \| \| \| Anschlussgleis Wasser- und Schifffahrtsamt \| \| \| \| \| Nordbahnhof \| \| \| \| \| Militäranschluss (Scheinwerfergleis) \| \| \| \| \| Nordbad \| \| \| \| \| Militäranschluss \| \| \| \| \| \| \| |                     |                                            |                                            |
| Strecke (außer Betrieb) |                     | Ostlandbahn                                | zum BW Barbaraweg bis 1958                 |
| Kopfbahnhof Strecke bis hier außer Betrieb | 0,00                | Borkum                                     | Borkum                                     |
| Abzweig ehemals geradeaus und nach links |                     | zur Reede                                  | zur Reede                                  |
| Dienststation / Betriebs- oder Güterbahnhof (Strecke außer Betrieb) |                     | Post Streckenende 1969–1975                | Post Streckenende 1969–1975                |
| Abzweig geradeaus und von links (Strecke außer Betrieb) |                     | von der Reede                              | von der Reede                              |
| Abzweig geradeaus und von links (Strecke außer Betrieb) |                     | Baustelle südliche Strandmauer             | Baustelle südliche Strandmauer             |
| Strecke (außer Betrieb) |                     | Promenade                                  | Promenade                                  |
| Abzweig geradeaus und nach rechts (Strecke außer Betrieb) |                     | Anschlussgleis Wasser- und Schifffahrtsamt | Anschlussgleis Wasser- und Schifffahrtsamt |
| Bahnhof (Strecke außer Betrieb) |                     | Nordbahnhof                                | Nordbahnhof                                |
| Abzweig geradeaus und von rechts (Strecke außer Betrieb) |                     | Militäranschluss (Scheinwerfergleis)       | Militäranschluss (Scheinwerfergleis)       |
| Bahnhof (Strecke außer Betrieb) |                     | Nordbad                                    | Nordbad                                    |
| Abzweig geradeaus und nach rechts (Strecke außer Betrieb) |                     | Militäranschluss                           | Militäranschluss                           |
| |                     |                                            |                                            |

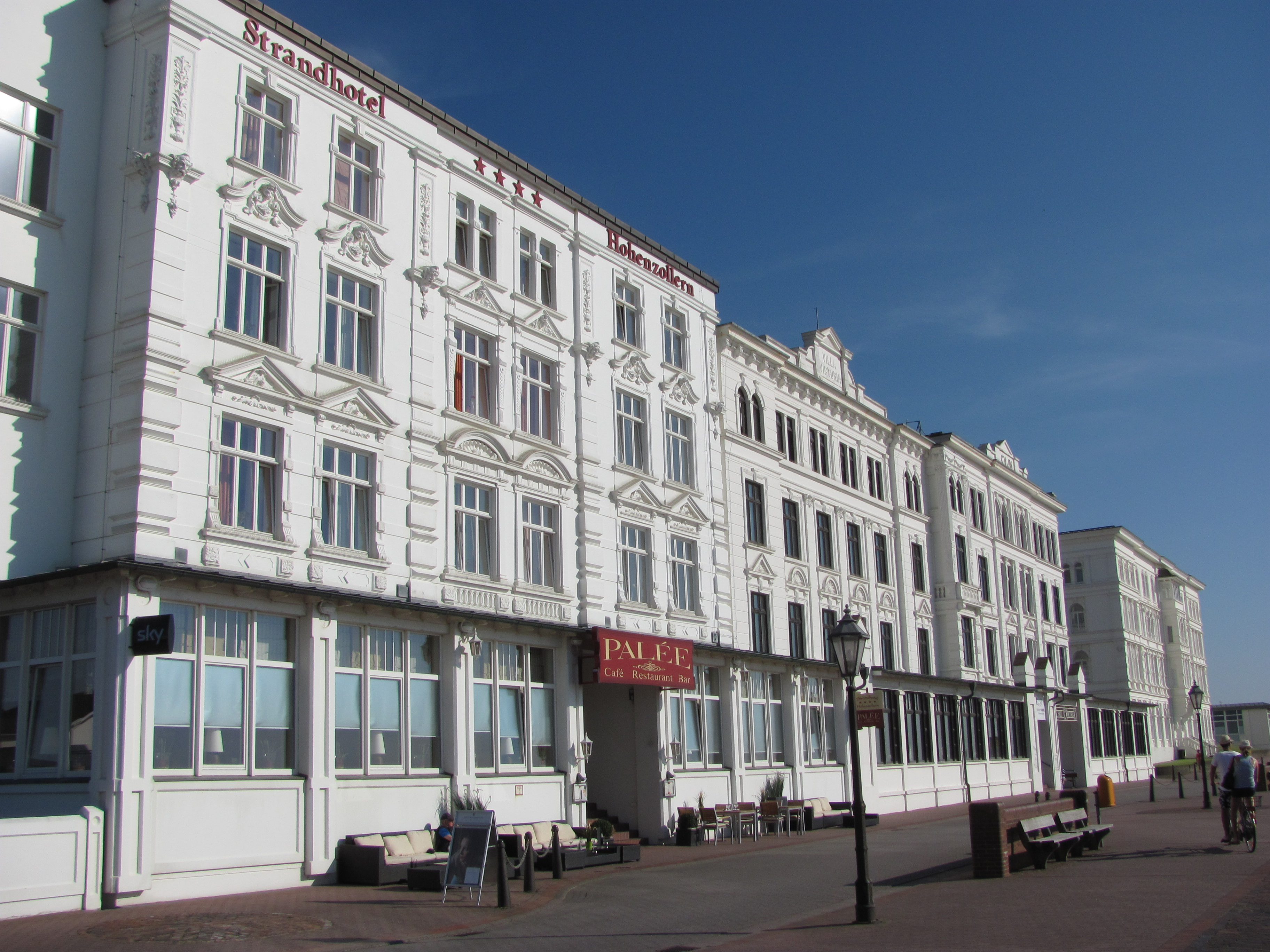
Auf dem Platz vor dem Hotel "Hohenzollern" befand sich früher der Nordbahnhof von Borkum

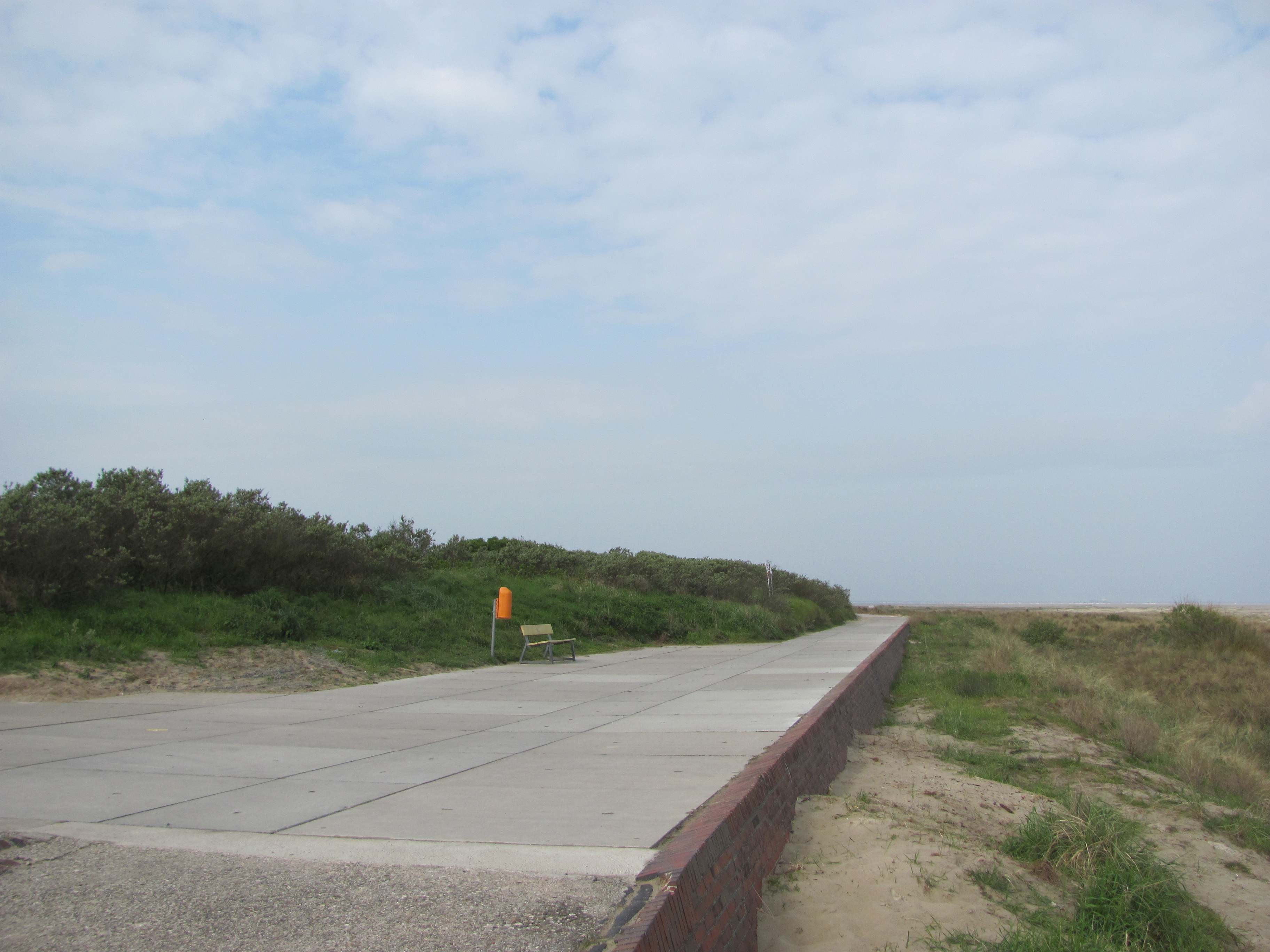
Ende der ehemaligen Trasse der Nordstrandbahn, heute eine Promenade

Die Nordstrandbahn war eine schmalspurige Eisenbahnstrecke mit einer Spurweite von 900 mm der Borkumer Kleinbahn (BKB) auf der ostfriesischen Nordseeinsel Borkum.
Sie schloss unmittelbar nach dem Bahnhof Borkum mit einem Gleisdreieck an die Stammstrecke der BKB an. So konnten sowohl Züge, die aus Richtung Reede kamen, als auch solche vom Bahnhof Borkum, ohne Fahrtrichtungswechsel in die Strecke einfahren. Sie diente zunächst dem Wasser- und Schifffahrtsamt, um Material zum Ausbau und Unterhalt der westlichen Schutzbauwerke gegen Sturmfluten an seine Baustellen zu transportieren.
Die Strecke wurde ab 1929 auch im Personenverkehr bedient, nachdem der Sandbadestrand vor der Promenade ab den 1920er Jahren immer weiter nach Norden wanderte und sich damit auch der Badebetrieb zum Nordstrand verlagerte. Die Strecke trug daher die Bezeichnung Nordstrandbahn. Die Züge verkehrten nur während der Badesaison und zwar als Pendelfahrten zwischen dem Nordbahnhof am östlichen Ende der Promenade und dem Nordstrandbad, alle 20 Minuten. In der Regel handelte es sich um eine Dampflokomotive mit zwei Reisezugwagen. Die Verbindung war sehr beliebt und schon im ersten Betriebsjahr nutzten sie 19.000 Fahrgäste. Der Service wurde bis zum Ausbruch des Zweiten Weltkriegs angeboten – mit Ausnahme des Sommers 1937, als die Strandmauer, auf der der Bahndamm verlief, im vorangegangenen Winter durch eine Sturmflut schwer beschädigt worden war. Wegen der großen Nachfrage bestellte die BKB 1937 für diesen Service einen Triebwagen bei der Waggonfabrik Wismar, den T 1, der allerdings erst 1940 ausgeliefert wurde, als wegen des Zweiten Weltkriegs der Badebetrieb eingestellt war. Das Fahrzeug ist erhalten und wird heute noch als Museumsfahrzeug bei der BKB regelmäßig eingesetzt.

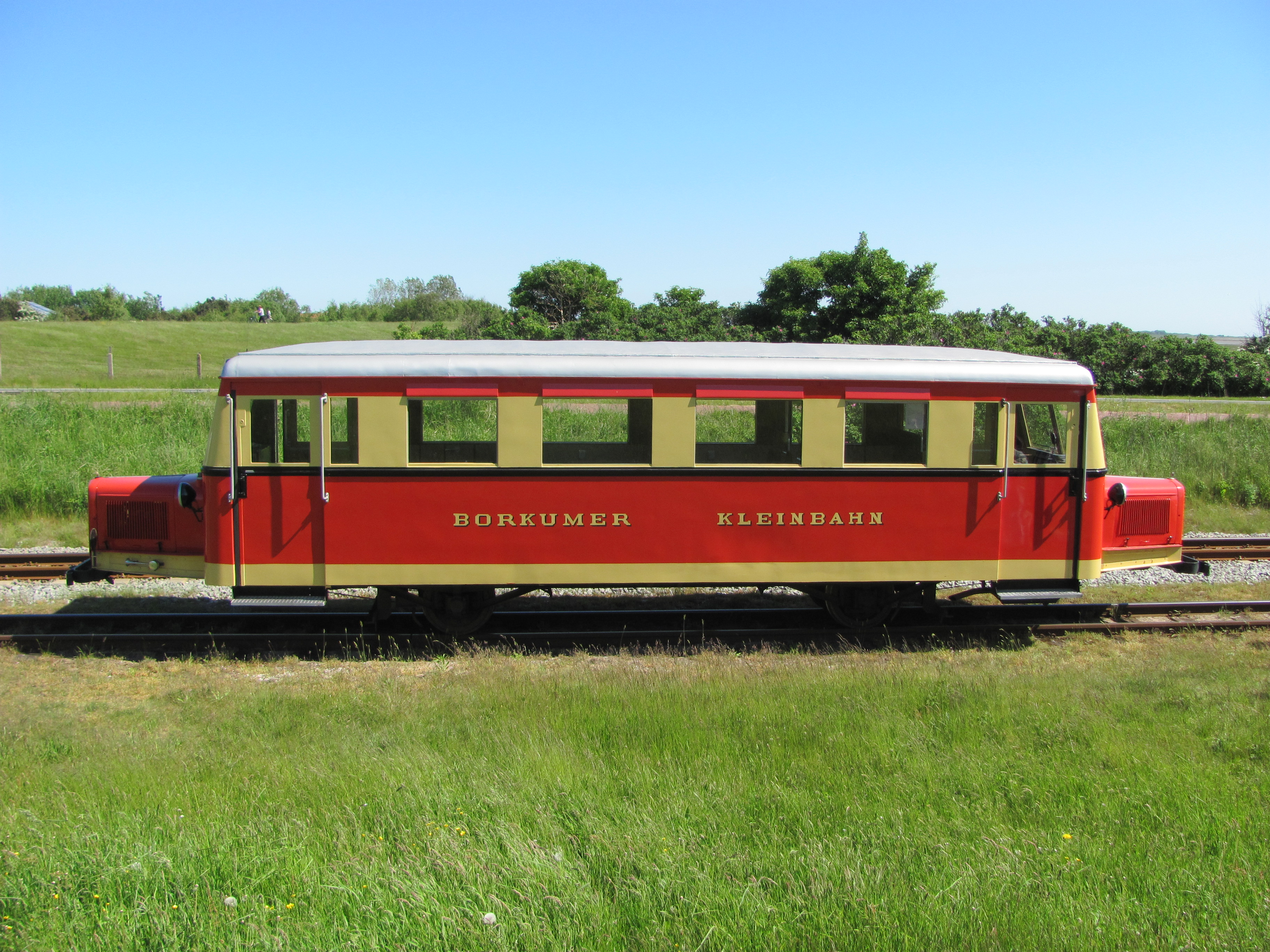
Triebwagen T1, der im letzten Personenverkehr auf der Nordstrandbahn eingesetzt war

1949 wurde der Personenverkehr auf der Nordstrandbahn wieder aufgenommen – nun mit den beiden zur Verfügung stehenden Wismarer Schienenbussen – 1953 aber wieder aufgegeben, da der Strand zurück gewandert war und der Badebetrieb sich damit wieder vor die Promenade verlagerte. 1968 wurde die Strecke anlässlich des 80-jährigen Bestehens der BKB ein letztes Mal mit einem Sonderzug befahren und 1969 abgebrochen.
Letzter Rest der Strecke war das „Postgleis“, die Ausfahrtskurve der Nordstrandbahn aus dem Bahnhof Borkum. Sie diente lange Zeit als Ladegleis der dort gelegenen Post, über das deren Verkehr zu und von den Schiffen zum Festland stattfand. Dieser letzte Rest der Nordstrandbahn wurde 1975 abgebaut.